# يان بارهام
يان بارهام (بالإنجليزية: Jan Barham)‏ هي سياسية مستقلة أسترالية، ولدت في 8 أكتوبر 1958.